# 실리콘글렌
실리콘글렌(Silicon Glen)은 전자정보통신기업과 연구소가 밀집한 영국 글래스고와 에든버러를 잇는 110km의 지역을 가리킨다. 미국의 실리콘밸리의 밸리와 동의어인 스코틀랜드의 단어인 ‘글렌’을 붙여 만든 이름이다. 실리콘글렌은 한때 세계 제2의 실리콘밸리로 주목을 받으며 급부상하였다. 영국 글래스고와 에든버러 지역의 폭 110km에 달하는 넓은 지역을 중심으로 첨단 전자 산업 단지를 이루고 있는 실리콘글렌이 80년대 말부터 성장이 정체되었다. 이는 실리콘글렌의 1차적 설립 목표였던 유럽 시장으로의 접근성에 대한 문제가 제기되고 있기 때문인 것으로 보인다.